# Extra 230
Die Extra 230 ist ein einsitziges Kunstflugzeug des Konstrukteurs Walter Extra.

## Geschichte
Diese Maschine vollführte ihren Jungfernflug im Juli 1983. Erfolge mit diesem Modell waren ein dritter Platz bei den Europäischen Kunstflugmeisterschaft im Jahr 1985. Diese Maschinen wurden vom Hersteller entweder komplett montiert oder als Bausatz an die Kunden versendet.

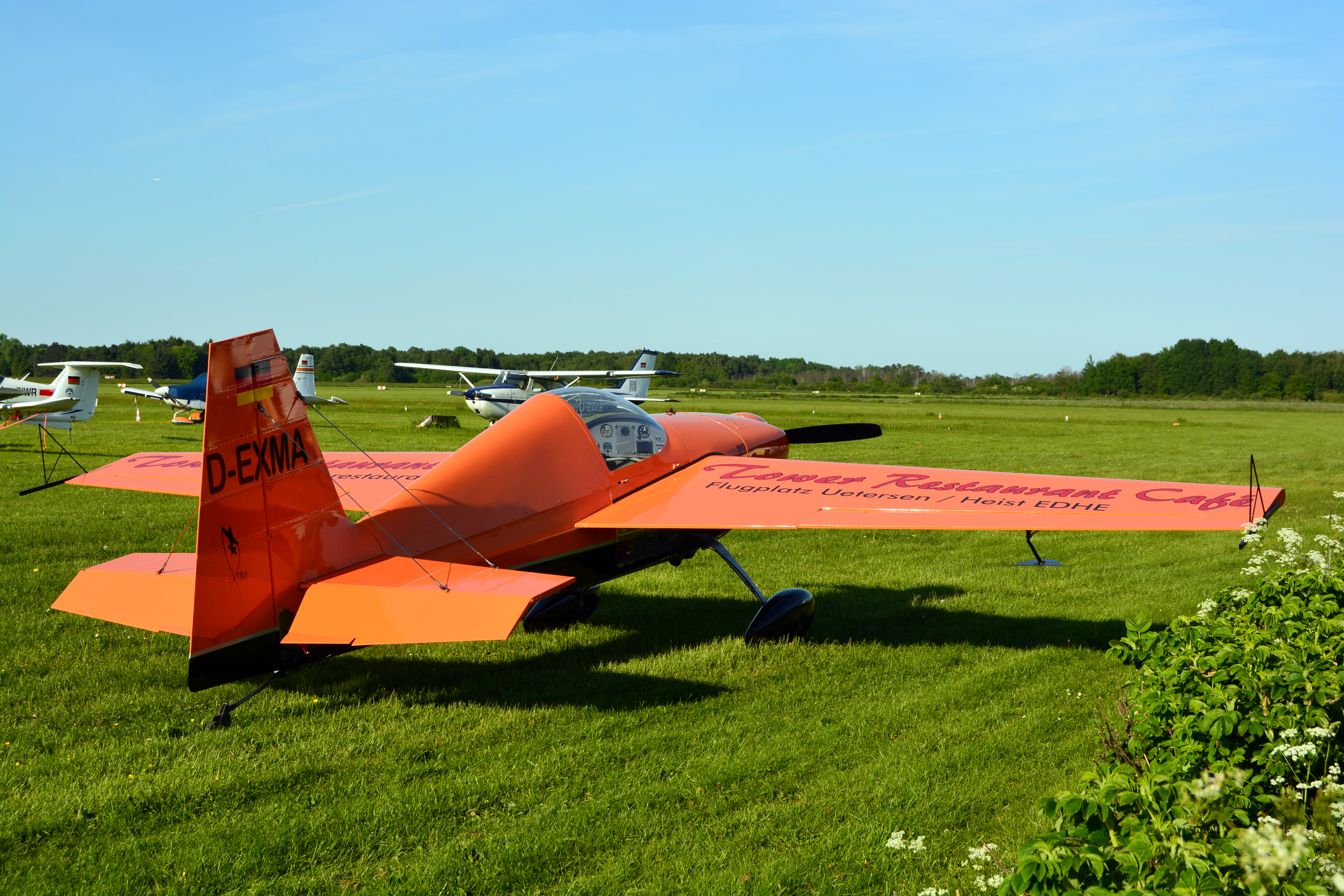
Eine Extra 230 auf dem Flugplatz Uetersen

## Konstruktion
Die Tragflächen sind aus Pinienholz gebaut. Der Rumpf besteht aus einem Stahlrohrrahmen, welcher mit Aluminium und Dacron verkleidet ist. Die Tragfläche hat einen Einstellwinkel von 0°, die Flügel haben bis auf die Anströmkante keinerlei Wölbung. Das Fahrwerk ist starr am Rumpf befestigt. Alle Ruder lassen sich bis zu einem Winkel von 52° verstellen. Das Querruder nimmt ¾ der Hinterkante der Tragfläche ein.

## Technische Daten
| Kenngröße             | Daten                                                                 |
| --------------------- | --------------------------------------------------------------------- |
| Besatzung             | 1                                                                     |
| Länge                 | 5,82 m                                                                |
| Spannweite            | 7,30 m                                                                |
| max. Startmasse       | 560 kg                                                                |
| Höchstgeschwindigkeit | 350 km/h                                                              |
| max. Flugdauer        | 2,5 h                                                                 |
| max. Lastvielfache    | ±10g                                                                  |
| Triebwerke            | ein Avco Lycoming AEIO-360-A1E mit einer Leistung von 202 PS (149 kW) |